# Waar de blanke top der duinen
Waar de blanke top der duinen (Mijn Nederland) is een lied dat omstreeks 1870 is geschreven door Pieter Louwerse met een melodie gecomponeerd door Richard Hol.

## Geschiedenis
Oorspronkelijk had het lied de titel 'Mijn Nederland' en bestond het uit vijf coupletten. De recentere versie bestaat uit drie coupletten. Het lied is een ode aan Nederland en wordt vooral op Koningsdag nog gezongen.
Het lied werd opgenomen in de populaire liedbundel Kun je nog zingen, zing dan mee. Het Polygoonjournaal gebruikte vroeger voor de begin- en einddeun de melodie van het refrein. In de Tweede Wereldoorlog werd het nummer door de NSB veelvuldig gebruikt bij massabijeenkomsten.

## Tekst
Er zijn enkele variaties op de tekst, de versie met vijf coupletten is de oorspronkelijke versie; de versie met drie coupletten is tegenwoordig het meest gangbaar.

### Oorspronkelijke versie
Waar de blanke top der duinen
Schittert in de zonnegloed
En de Noordzee vriendelijk bruisend
Neêrlands smalle kust begroet
Juich ik aan het vlakke strand: (bis)
'k Heb u lief, mijn Nederland! (bis)
Waar het lachend groen der heuvels
't Kleed der stille heide omzoomt
Waar langs rijk geladen velden
Rijn of Maas of Schelde stroomt
Klinkt mijn lied op oude trant: (bis)
'k Heb u lief, mijn Nederland! (bis)
Waar de blanke deugd der vaad'ren
Nog een gastvrij plaatsje vindt
En de vrede in huis en harten
Vorst en Volk tezamen bindt
juich ik, 't zij op veld of strand: (bis)
'k Heb u lief, mijn Nederland! (bis)
Waar onze ouders werken, zwoegen
En ons leiden tot de deugd
Waar wij door hun trouwe zorgen
Wijsheid garen in de jeugd
Daar klinkt 't lied van elke kant: (bis)
'k Heb u lief, mijn Nederland! (bis)
Blijf gezegend, Land der Vaad'ren
Make u eendracht sterk en groot!
Blijve 't volk aan Wet en Koning
Houw en trouw in nood en dood!
Doe zo ieder 't woord gestand: (bis)
'k Heb u lief, mijn Nederland! (bis)

### Recentere versie
Waar de blanke top der duinen,
Schittert in de zonnegloed,
En de Noordzee vriend'lijk bruisend,
Neêrlands smalle kust begroet,
Juich ik aan het vlakke strand: (bis)
'k Heb u lief, mijn Nederland! (bis)
Waar het lachend groen der heuvels,
't Kleed der stille heide omzoomt,
Waar langs rijk beladen velden,
Rijn of Maas of Schelde stroomt,
Klinkt mijn lied op ouden trant: (bis)
'k Heb u lief, mijn Nederland! (bis)
Blijf gezegend, land der vaad'ren,
Make u eendrachtig sterk en groot,
Blijve 't volk der Koninginne,
Houw en trouw in nood en dood!
Doe zo ieder 't woord gestand:
'k Heb u lief mijn Nederland!

## Varia
- In 1994 bracht André Hazes een single uit onder de titel Ik heb u lief mijn Nederland, waarvan het refrein gebaseerd is op 'Waar de blanke top der duinen'.